# Волоховка
Воло́ховка (укр. Волохівка) — село в Волчанском районе Харьковской области Украины. Население по переписи 2001 года составляло 321 (146/175 м/ж) человек. Административный центр Волоховского сельского совета, в который, кроме того, входят сёла Бочково и Караичное.

## Географическое положение
Село Волоховка находится на левом берегу реки Волчья, возле балки Караичный Яр, по которой протекает безымянная речка, есть мост. На противоположном берегу находится село Бочково, ниже по течению примыкает село Караичное.

## История
- 1695 — дата основания. В начале XVIII века за добрую службу, Петр І подарил земли молдавскому князю Дмитру Кантемиру. А так как он был родом из Валахии то и село назвал Волоховка. Селились крепостные из Черкасской области[1].
- 1919 — создана коммуна «Красная заря» («Червона зоря»), которая просуществовала до 1935 года. Сохранился видеосюжет снятый Одесской кинофабрикой-33 сек «Ювілей комуни» в 1929 году [2].
- 1929 — артель «Колос».
- 1935 — колхоз имени Серго.
- 1959 — три колхоза, расположенные в селах Караичное, Волоховка и Бочково объединились в колхоз имени Энгельса.

## Экономика
- Частное сельскохозяйственное предприятие «Промінь».
- «Фаворит», ООО.
- «Еднисть», ЧСП.

## Объекты социальной сферы
- Школа[3].
- Библиотека
- Почта
- Магазины